# August Konrad Münchmeyer

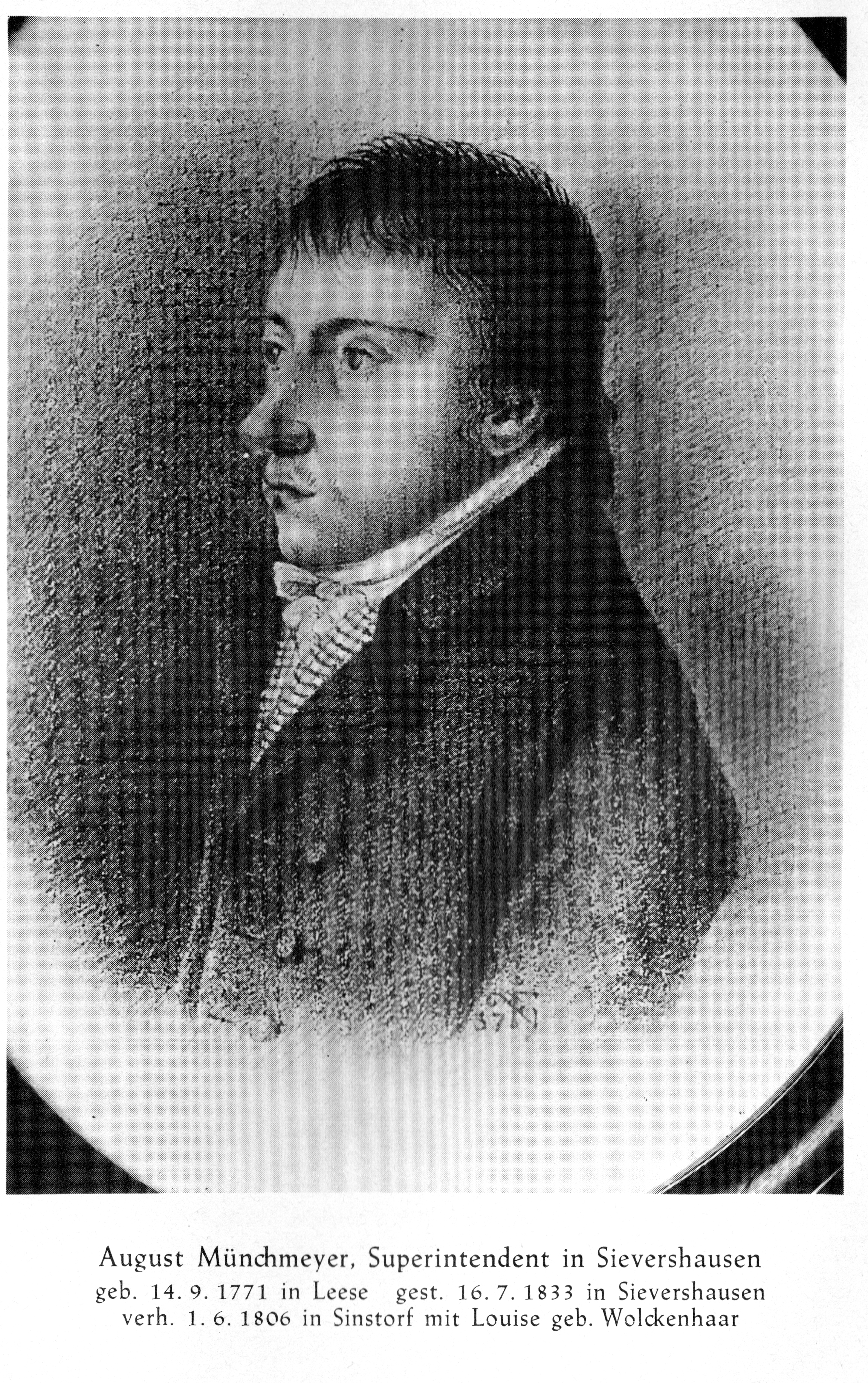
Superintendent August Münchmeyer

August Konrad Münchmeyer (auch: August Conrad Münchmeyer und Johann August Konrad Münchmeyer; * 14. September 1771 in Leese; † 16. Juli 1833 in Sievershausen (Lehrte)) war ein evangelischer Pastor, Pädagoge und Superintendent.

## Leben
August Konrad Münchmeyer wurde als Spross der Familie Münchmeyer als Sohn des seinerzeit in Leese in der Grafschaft Hoya tätigen Predigers Conrad Münchmeyer beziehungsweise August Konrad Münchmeyer (1733–1811) und der Eva Sophie Schulze (1739–1872) geboren. Bis zu seinem 17. Lebensjahr wurde er privat von seinem Vater unterrichtet, bevor er von Michaelis 1788 bis Ostern 1791 in Hannover die dortige Hohe Schule besuchte. Nach einem weiteren halben Jahr in seinem Elternhaus von Michaelis 1791 bis 1792 besuchte er die Universität Helmstedt, wo er vor allem die Vorlesungen von David Julius Pott und Heinrich Philipp Konrad Henke besuchte. Von Michaelis 1793 bis 1794 besuchte Münchmeyer die Universität Göttingen und hörte dort insbesondere die Vorlesungen von Karl Friedrich Stäudlin und Heinrich Ludwig Planck, aber auch Georg Christoph Lichtenberg. Nach seinem vollendeten akademischen Triennium lebte Münchmeyer abermals eineinhalb Jahre bei seinen Eltern. In der Folge arbeitete er als Hauslehrer, zunächst in dem osnabrückischen Ort Melle bei dem dortigen Assessor Joachim Andreas Friedrich Warnecke, dann in der Grafschaft Mark bei dem Grafen Philipp von der Recke von Volmerstein zu Overdyk, dem Vater des Gründers der Rettungsanstalt für geistig verwahrloste Kinder Graf Adalbert von der Recke-Volmerstein.
Nach seinen Hauslehrer-Tätigkeiten ging Münchmeyer erneut nach Hannover und nahm dort eine Stelle als Lehrer an der Hoftöchterschule an, gab parallel dazu aber auch Privatunterricht im Hause des hannoverschen Ministers Friedrich Franz Dietrich von Bremer.
1805 wurde Münchmeyer zum Hofkaplan an der Neustädter Hof- und Stadtkirche St. Johannis berufen. Im Folgejahr 1806 heiratete er Louise Dorothea Charlotte Wolkenhaar (1785–1872), Tochter des in Sinstorf bei Harburg tätigen Pastors Friedrich Wolkenhaar. In den folgenden 27 Ehejahren wurden dem Paar zehn Kinder geboren, wovon acht ihren Vater überlebten. Ein Sohn war August Friedrich Otto Münchmeyer.
Während der sogenannten „Franzosenzeit“ zogen die Münchmeyers von Hannover nach Barskamp bei Bleckede, wohin der Geistliche versetzt wurde. Dort wirkte er als Prediger der örtlichen Gemeinde für die folgenden 12 Jahre. Zu seinen als eindringlich charakterisierten Vorträgen zählt auch seine dort im Januar 1823 gehaltene Leichenpredigt für den Superintendenten Johann Friedrich Meybrink.
Ebenfalls 1823 wurde Münchmeyer nun selbst als Superintendent nach Groß Berkel bei Hameln berufen.
1831 wurde Münchmeyer nach Sievershausen bei Lehrte abberufen, um dort als erster Prediger und Superintendent zu wirken. Er starb kaum zwei Jahre später.

## Schriften
- Predigt, gehalten in Blekede am ersten Sonntage nach Epiph. 1823 zum Gedächtnis des am 3ten Januar 1823 vollendeten Superintendenten und Predigers zu Blekede Johann Friedrich Meybrink, nebst einigen biographischen Nachrichten über denselben / von A. C. Münchmeyer, Prediger zu Barskamp, Lüneburg: Herold und Wahlstab, 1823; Leichenpredigt, erhalten in der Gottfried Wilhelm Leibniz Bibliothek – Niedersächsische Landesbibliothek[4]